# Goleasca (okręg Giurgiu)
Goleasca – wieś w Rumunii, w okręgu Giurgiu, w gminie Bucșani. W 2011 roku liczyła 492 mieszkańców.